# 레이먼드 데이비스
레이먼드 데이비스 주니어(영어: Raymond Davis, Jr., 1914년 10월 14일 – 2006년 5월 31일)는 미국인 화학자이자 물리학자이며, 노벨 물리학상 수상자이다.

## 생애 초기와 교육
데이비스는 워싱턴 D.C.에서 태어났다. 그의 아버지는 사진작가였다. 그는 그의 어머니를 기쁘게 해드리기 위해 성가대를 몇 년 하였는데, 음정도 맞추지 못하였다고 한다. 그는 그의 소음공해가 노래를 망치기 충분하다고 여겨질 때까지 워터게이트에서 공연을 즐겼다. 그보다 14개월 어린 동생 워렌은 그의 소년시절의 좋은 친구였다. 그는 메릴랜드 대학교의 화학과를 1938년 졸업했다. 그는 또한 1942년 예일 대학교에서 물리 화학 전공으로 박사 학위를 수여 받았다.

## 경력
데이비스는 전쟁 시기 대부분을 유타의 생화학 병기 실험소 (Dugway proving ground)에서 보냈다. 그는 화학 무기의 실험을 관찰하거나 그레이트 솔트 레이크 유역에서 그 원래 형태인 보너빌 호수의 증거를 찾곤 했다.
1946년에 군대에서 해고당한 후, 데이비스는 미국 오하이오주의 마이애미스버그 몬산토의 마운드 연구소에서 미국 원자력 위원회에 힘입어 방사 화학의 적용 연구를 했다. 이는 원자력의 평화적 이용에 기여했다.
그는 천체 물리학에 대한 공로를 인정 받아 2002년 노벨 물리학상을 일본인 물리학자 고시바 마사토시와 미국인 물리학자 리카르도 지아코니와 공동 수상했다. 그의 공로는 천체물리학에 개척에 관한 공헌, 특히 우주 중성미자의 탐지에 관한 공헌이다. 그는 수상했을 당시 88세의 나이였다.

## 개인적 삶
데이비스는 그의 아내인 안나 토리(영어: Anna Torrey)를 브룩헤이븐에서 만나 21 피트짜리 나무 보트 “할시온”을 만들었다. 그는 뉴욕 블루 포인트에서 50년 째 같은 집에서 살며 다섯 명의 자식을 낳았다. 그는 뉴욕 블루 포인트에서 알츠하이머 병으로 사망하였다.

## 수상 목록

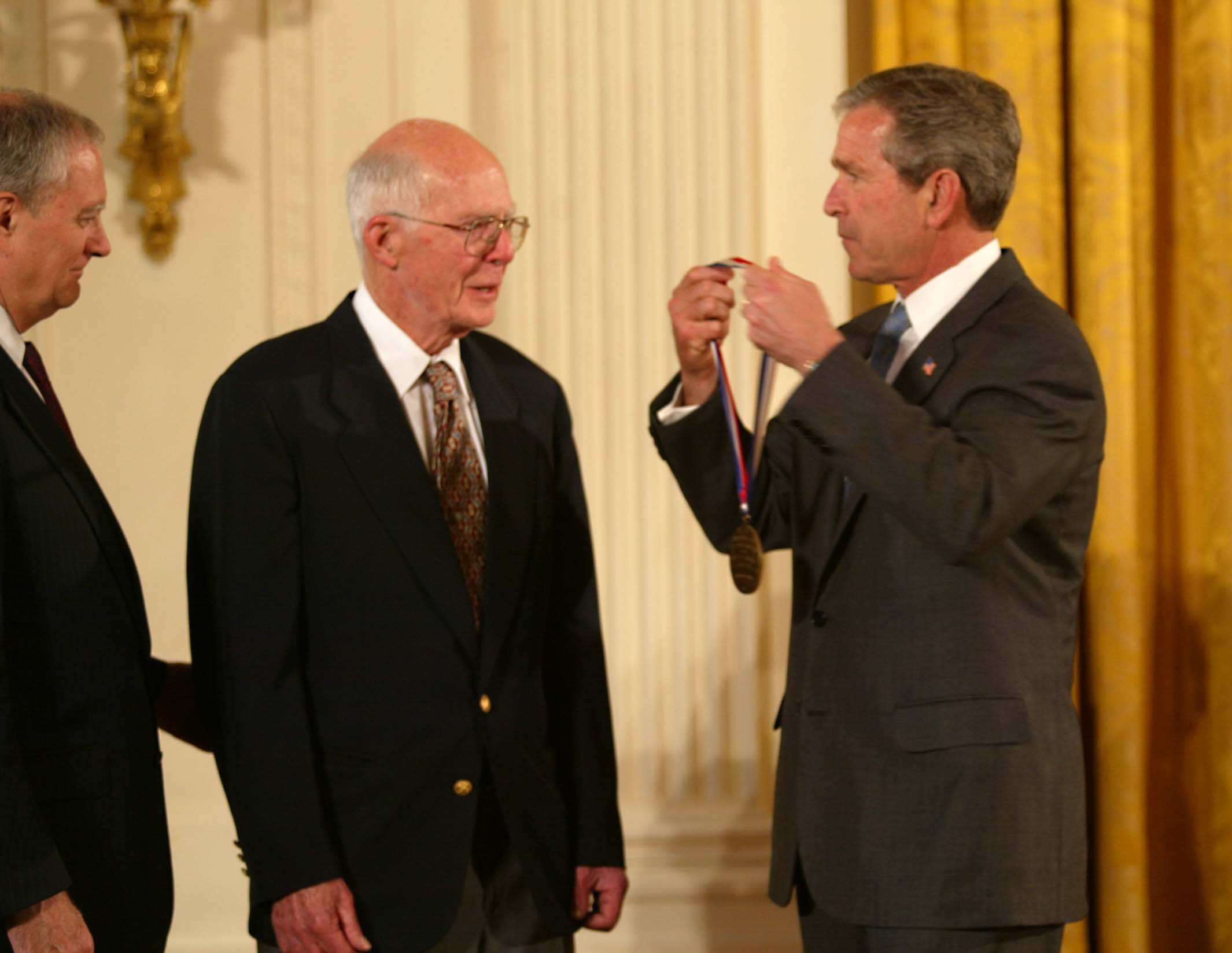
Davis receiving the Medal of Science from President Bush, with OSTP Director Marburger on the left

- 콤스톡 상 물리학 부문(Comstock Prize) (미국 과학 아카데미, 1978)[3]
- Tom W. Bonner Prize (미국 물리학회, 1988)
- W. K. H. Panofsky Prize (미국 물리학회, 1992)
- Beatrice M. Tinsley Prize (미국 천문학회, 1994)
- George Ellery Hale Prize (미국 천문학회, 1996)
- 울프 물리학상 (2000)
- 미국 국립 과학 메달 (2001)[4]
- 노벨 물리학상 (2002)
- Benjamin Franklin Medal (2003)

## 주요 논문 및 저서
- Davis, Raymond, Jr. (1953). “Attempt to detect the Antineutrinos from a Nuclear Reactor by the 37Cl (nu bar, e) 37Ar  Reaction”. 《Physical Review》 97 (3): 766. Bibcode:1955PhRv...97..766D. doi:10.1103/PhysRev.97.766. – Non-detection of antineutrinos with chlorine
- Davis, Raymond, Jr. (1964). “Solar Neutrinos II, Experimental”. 《Physical Review Letters》 12 (11): 300. Bibcode:1964PhRvL..12..300B. doi:10.1103/PhysRevLett.12.300. – Proposal for Homestake Experiment
- Cleveland, B. T.;  외. (1998). “Measurement of the solar electron neutrino flux with the Homestake chlorine detector”. 《Astrophysical Journal》 496: 505–526. Bibcode:1998ApJ...496..505C. doi:10.1086/305343. – final results of Homestake Experiment

- Davis, R. Jr. & D. S. Harmer. "Solar Neutrinos", 브룩헤이븐 국립연구소 (BNL), (December 1964).
- Davis, R. Jr. "Search for Neutrinos from the Sun", 브룩헤이븐 국립연구소 (BNL), 미국 에너지부 (에너지부 이전의 미국 원자력 위원회), (1968).
- Davis, R. Jr. & J.C. Evans, Jr. "Report on the Brookhaven Solar Neutrino Experiment", 브룩헤이븐 국립연구소 (BNL), (September 22, 1976).
- Davis, R. Jr., Evans, J. C. & B. T. Cleveland. "Solar Neutrino Problem", 브룩헤이븐 국립연구소 (BNL), (April 28, 1978).
- Davis, R. Jr., Cleveland, B. T. & J. K. Rowley. "Variations in the Solar Neutrino Flux", 펜실베니아 대학교 천문 천체물리학과, 로스앨러모스 국립 연구소 (LANL), 브룩헤이븐 국립연구소 (BNL), (August 2, 1987).

## 참고 문헌
1. 1 2  Kenneth Chang (2006년 6월 2일). “Raymond Davis Jr., Nobelist Who Caught Neutrinos, Dies at 91”. 《The New York Times》. 2007년 10월 10일에 확인함.
2. 1 2  David B. Caruso (2006년 6월 2일). “Raymond Davis, who detected elusive solar particles, dies at 91”. 《The Boston Globe》. 2007년 3월 13일에 원본 문서에서 보존된 문서. 2007년 10월 10일에 확인함.
3. ↑  “Comstock Prize in Physics”. National Academy of Sciences. 2010년 12월 29일에 원본 문서에서 보존된 문서. 2011년 2월 13일에 확인함.
4. ↑  National Science Foundation – The President's National Medal of Science